# Carl Rachor
Carl Rachor (* 6. Juli 1910 in Langenschwalbach; † 12. Februar 1975) war ein deutscher Landrat.

## Leben
Rachor trat zum 1. Juli 1928 der NSDAP bei (Mitgliedsnummer 93.952) und schloss sich auch der SS an (SS-Nummer 18.753), in der er mit dem RDA zum 21. November 1943 zum SS-Hauptsturmführer d. R. aufstieg.
Er trat, nachdem er in der HJ in Wiesbaden tätig gewesen war, in den Staatsdienst ein, wurde zum Regierungsrat ernannt und beim Oberpräsidium in Königsberg in Preußen tätig. 1941 wurde er von der Staatsregierung erst kommissarisch und später mit Wirkung vom 1. September 1942 offiziell als Landrat im Landkreis Lötzen im Regierungsbezirk Allenstein eingesetzt. 1941 hatte er nur kurze Zeit im Amt verbracht, da er zum Heeresdienst eingezogen und in dieser Zeit durch den Landschaftsrat Birken vertreten wurde. Ab 20. Februar 1942 war er Landrat von Grajewo gewesen und übernahm später wieder das Amt des Landrates im Landkreis Lötzen. Diese Funktion nahm er bis zum Ende des Zweiten Weltkrieges am 8. Mai 1945 wahr. Er diente u. a. als Ic bei der 13. Waffen-Gebirgs-Division der SS „Handschar“.
Nach Kriegsende war Rachor als selbständiger Kaufmann in Wittingen tätig.

## Werke (Auswahl)
- Der Weg der Jugend des Nassauer Landes in den Kampfjahren 1925–1931. 1936.[3]